# Demokratikus Átalakulásért Intézet
A Demokratikus Átalakulásért Intézet, (angolul International Centre for Democratic Transition, rövidítése ICTD) a magyar kormány által alapított Demokrácia Központ Közalapítvány kuratóriumának felügyelete alatt működő, önálló jogi személyiséggel rendelkező szervezeti egység. Budapesten, a magyar jog alapján működik, de egy nemzetközi tanácsadó testület segíti munkáját. Az intézet célja, hogy egybegyűjtse a múltbeli demokratikus átalakulások tapasztalatait, és megossza mindazokkal, akik elkötelezettek abban, hogy kövessék a demokratizálódás útját. Az intézet tevékenységét részben a magyar költségvetés, részben különböző külföldi kormányok és szervezetek finanszírozzák. 2013-ban a központi költségvetésből 105,3 millió forint támogatást irányoztak elő számára.

## Története
Az intézet ötlete Mark Palmertől, a korábbi budapesti amerikai nagykövettől származik. Az ötlet nyomán 2004. júniusban sor került egy találkozóra Kovács László magyar és Colin Powell amerikai külügyminiszter között. 2005. márciusban egy budapesti konferencián több ország kormányzati és civil vezetői, valamint nemzetközi szervezetek képviselői elfogadták az intézet tervezetét. A kormány 350 000 dollárt és egy ingatlan térítésmentes használatát biztosította az intézet működésének megkezdéséhez. Ezt követően az ötletet Somogyi Ferenc magyar külügyminiszter bemutatta Santiago de Chilében, a Demokráciák Közössége 3. miniszteri konferenciáján. Miután a magyar kormány az 1037/2005. kormányhatározattal létrehozta a Demokrácia Központ Közalapítványt, és elfogadta ennek alapító okiratát, 2005. szeptemberben Sólyom László, a Magyar Köztársaság elnöke az ENSZ megalakulásának 60. évfordulója alkalmából rendezett csúcstalálkozón bejelentette az intézet megalakítását.

## Szervezete
Az intézet egyszemélyi felelős vezetője az igazgató, akit a Demokrácia Központ Közalapítvány kuratóriuma nevez ki.

### Nemzetközi Tanácsadó Testület
A Nemzetközi Tanácsadó Testület olyan jeles egyéniségekből áll, akik a nemzetközi politika, a közgazdaságtan, a művészetek és a tudományok területén tevékenykednek. Tagjai 2011. december 31-én:
- Elnök: Janusz Onyszkiewicz (elnök), volt védelmi miniszter, Lengyelország
- Madeleine Albright,  volt külügyminiszter,  Amerikai Egyesült Államok
- Daniel Bader, Bader Foundation elnöke, Egyesült Államok
- Donald Blinken,  az  Amerikai Egyesült  Államok  volt  budapesti  nagykövete
- Nancy Goodman Brinker,  az Amerikai Egyesült  Államok  volt budapesti nagykövete
- Kim Campbell, volt miniszterelnök, Kanada
- Gustavo  A.  Cisneros,  Cisneros  Group  of  Companies elnök-vezérigazgatója, Venezuela
- Emil Constantinescu, Románia volt államelnöke
- Joel H. Cowan, Habersham & Cowan Inc. elnöke
- Jayantha  Dhanapala,  az ENSZ volt helyettes  főtitkára
- Paula Dobriansky, az Amerikai Egyesült Államok volt külügyminiszter-helyettese
- April Foley,  az Amerikai Egyesült  Államok  volt  budapesti  nagykövete
- Habsburg György nagykövet, Magyarország
- Nabila Hamza, Foundation for the Future elnöke, Jordánia
- Andrej  Nyikolajevics  Illarionov, Oroszország elnökének volt gazdasági tanácsadója
- Chandrika Bandaranaike Kumaratunga, Sri Lanka volt államelnöke
- Aleksander Kwaśniewski, Lengyelország volt államelnöke
- Ricardo Lagos, Chile volt elnöke
- Ho‐Jin Le,  Dél‐Korea volt budapesti nagykövete
- Sonja Licht, Belgrad Fund for Political Excellence elnöke, Szerbiaű
- Marcus Meckel, az NDK utolsó külügyminisztere, a Német Szociáldemokrata Párt külügyi szóvivője
- Anatoli Mikhailov, EHU‐international elnöke, Litvánia
- Mark Palmer,  az  Amerikai Egyesült  Államok  volt  budapesti  nagykövete
- George Pataki, New York állam volt kormányzója
- Thomas S. Rooney, SPG Solar Inc. igazgatója, Amerikai Egyesült Államok
- Sima Samar, az ENSZ darfuri különmegbízottja, Afganisztán
- Narcís Serra, CIDOB Foundation elnöke, Spanyolország
- Hassan bin‐Talal herceg, Római Klub elnöke, Jordánia
- Borisz Taraszjuk, Ukrajna volt külügyminisztere
- Maximillian Teleki, Hungarian‐American Coalition elnöke, Amerikai Egyesült Államok
- Vaira Vīķe-Freiberga, Lettország volt államelnöke
- Vitányi Iván, parlamenti képviselő, Magyarország
- George Herbert Walker, az Amerikai Egyesült Államok volt magyarországi nagykövete,
- Sundeep Waslekar, Strategic Foresight Group elnöke, India
- John C. Whitehead, egykori helyettes külügyminiszter, Amerikai Egyesült Államok

### Végrehajtó Bizottság
A  Végrehajtó  Bizottság  az  Igazgatótanács  ülései  között  gyakorolja  annak  jogait, felügyeli  az  Intézet gazdálkodását. Tagjai:
- Daniel J. Bader, Helen Bader Foundation elnöke, Amerikai Egyesült Államok
- Sonja Licht, Belgrad Fund for Political Excellence elnöke, Szerbia
- Richard C. Rowson, a Council for a Community of Democracies elnöke
- Simonyi András, Magyarország volt washingtoni nagykövete
- Magyarics Tamás, nagykövet

### Kormányzati Tanácsadó Testület
A Kormányzati Tanácsadó Testület az intézetet támogató kormányok képviselőiből áll. Tanácsokkal segíti és értékeli az intézet munkáját, javaslatokat tesz további projektekre. 2011. december 31-ig a következő államok és szervezetek delegáltak képviselőket a testületbe: Albánia, Amerikai Államok Szervezete, Amerikai Egyesült Államok, Ausztrália, Ausztria, Belgium, Bosznia-Hercegovina, Bulgária, Csehország, Dél-Korea, ENSZ, Észtország, Finnország, Görögország, Grúzia, Hollandia, India, Japán, Kanada, Kenya, Lengyelország, Lettország, Litvánia, Luxemburg, Moldova, Mongólia, Montenegró, Nagy-Britannia, Norvégia, Olaszország, Portugália, Románia, Spanyolország, Svájc, Svédország, Szerbia, Szlovákia, Szlovénia, Tanzánia, Törökország, Ukrajna.

## Tevékenysége
Az intézet az alapító okiratban meghatározottak szerint tudományos kutatásokat, konferenciákat és rendezvényeket szervez, elemzéseket és prognózisokat készít a politikai és biztonságpolitikai folyamatokról, kiadja a kutatási eredményeket, támogatja a hazai felsőoktatást és posztgraduális képzést.

### Programterületek
- Demokrácia eszköztára: Technikai segítség és tanulási lehetőség biztosítása az új és törékeny demokráciáknak, olyan konkrét és gyakorlati területekre összpontosítva, mint például a választások vagy a szólásszabadság. A 2005-2008 időszakban erre a területre jutott az intézet összes ráfordításának 53,3%-a.[2]
- Fenntartható demokrácia: A hátrányos helyzetű csoportok (kisebbségek, nők és más szociálisan sérülékenyebb csoportok) bevonása a demokratikus átalakulási folyamatba. A 2005-2008 időszakban erre a területre jutott az intézet összes ráfordításának 28,3%-a. Ezen belül kiemelt jelentőségűek voltak a koszovói és montenegrói ombudsmanrendszer kialakításával, illetve ezeknek a csoportoknak jogvédelmével foglalkozó projektek.[2]
- Interregionális együttműködés: A interregionális együttműködés elősegítése a demokratikus átalakulás elején járó országokkal, amelyek az Európai Unió tagállamaival, vagy leendő tagállamaikkal határosak. A 2005-2008 időszakban erre a területre jutott az intézet összes ráfordításának 13,1%-a.[2]

### Legfontosabb eredmények
Visszatekintve a 2006–2010-es időszakra, az intézet többek között az alábbiakat tartja legjelentősebb eredményeinek:
- Harmincnégy projektet valósított meg a demokratikus átalakulás elősegítésére
- Erős jelenlétet alakított ki a Afganisztánban, a Nyugat-Balkánon és Kelet-Európában.
- A belarusz munkacsoport "A European Alternative for Belarus" című jelentésével nemzetközi elismerést ért el.
- Kiadta a „Békés átmenet” és „Felgyorsult történelem” című könyveket az 1989-es eseményekkel kapcsolatban.